# Barolo (Piemont)
Barolo ist eine italienische Gemeinde in der Provinz Cuneo in der Region Piemont. Hier wird der gleichnamige Rotwein angebaut. Barolo ist Träger der Bandiera Arancione des Touring Club Italiano (TCI).

## Lage und Einwohner
Der Ort liegt 51 km nordöstlich von der Provinzhauptstadt Cuneo entfernt auf einer Höhe von 310 m über dem Meeresspiegel in der Landschaft der Langhe. Das Gemeindegebiet umfasst 5,59 km² und hat 618 Einwohner (Stand 31. Dezember 2023).
Die Nachbargemeinden sind Castiglione Falletto, La Morra, Monforte d’Alba, Narzole und Novello.

## Geschichte

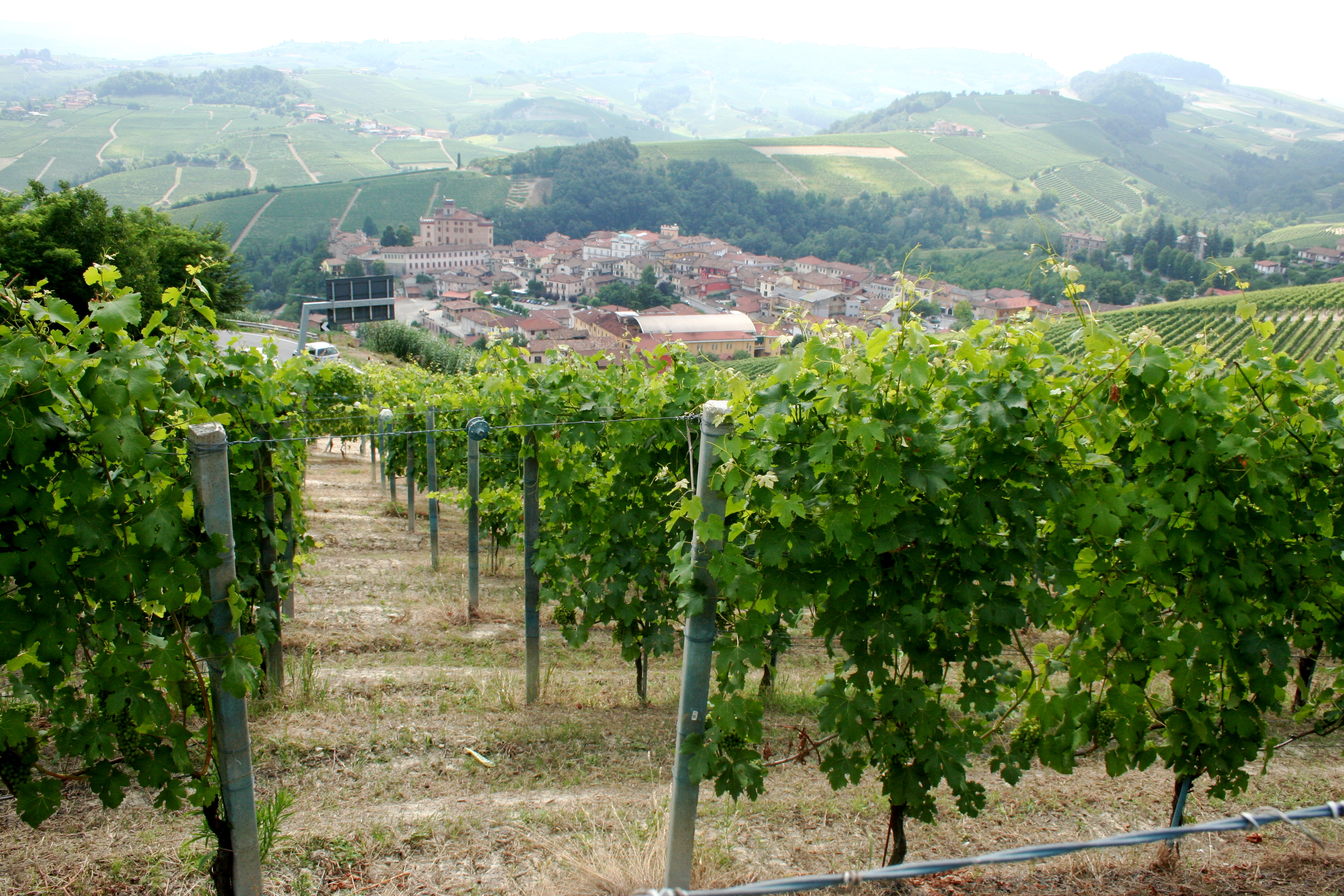
Blick von einem Weinberg auf Barolo

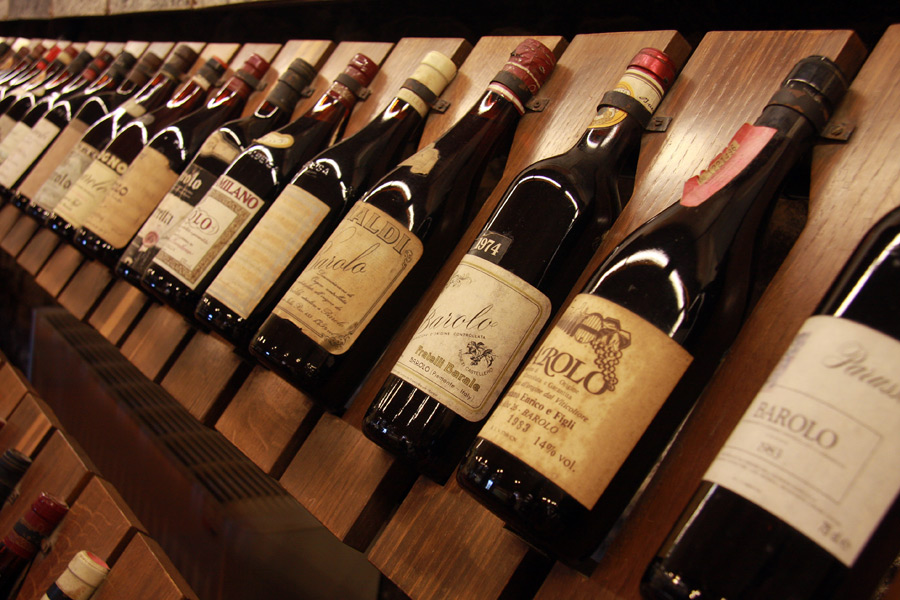
Barolo Wein

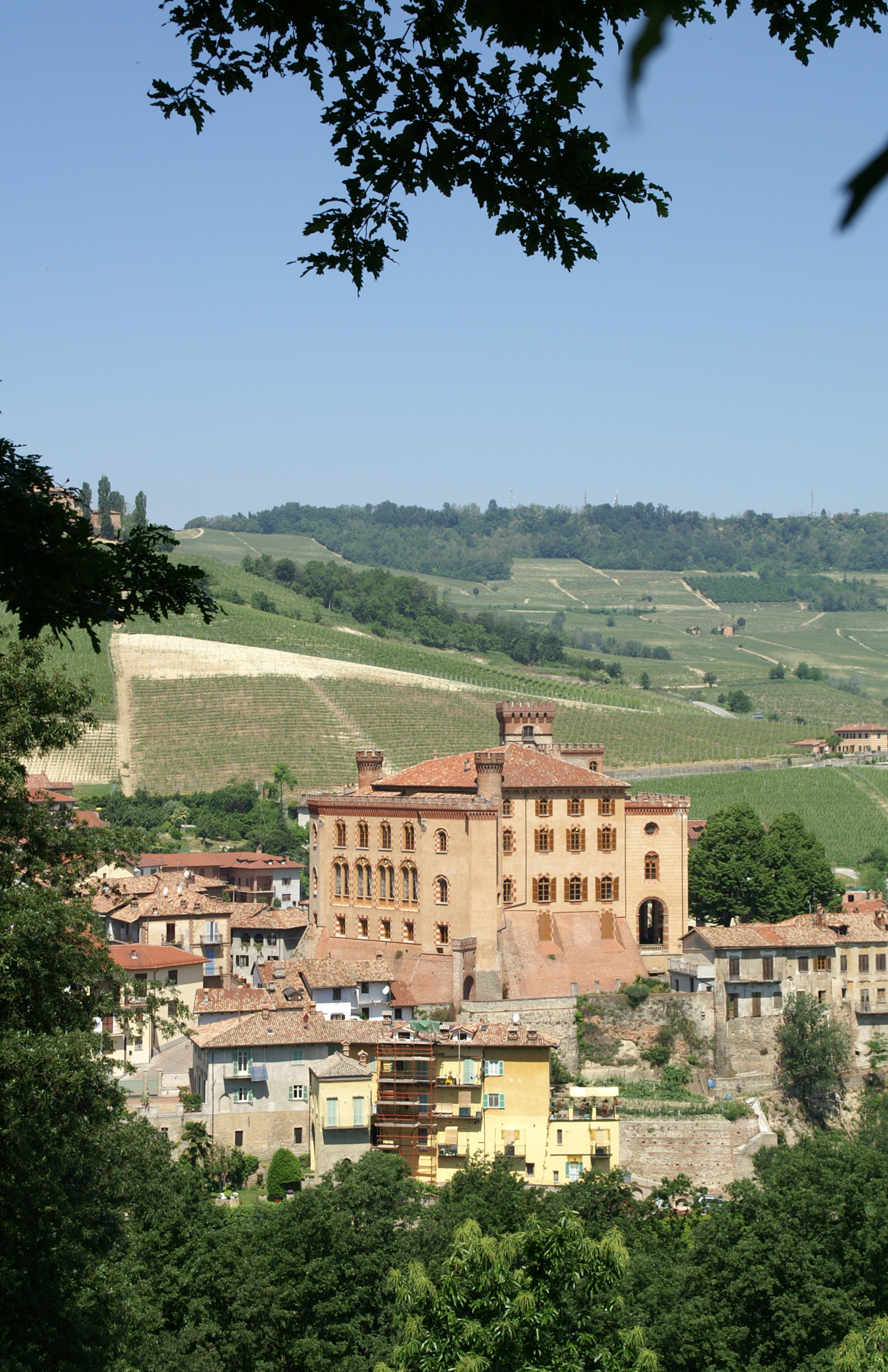
Schloss von Barolo

Die ersten Siedlungen in der Gegend reichen bis in die prähistorische Zeit zurück, wie zahlreiche neolithische Funde in der Umgebung belegen. Es gibt verschiedene Hypothesen zur Etymologie des Toponyms, einige stellen es in Zusammenhang mit dem gallischen Personennamen „Baro“, andere sagen, es leite sich vom vorlateinischen „barros“, „Stiel“, ab. In Anbetracht der Lage des Dorfes auf der Spitze eines Hügels erscheint der Zusammenhang mit dem gallischen Begriff „barro“, „Spitze“, wahrscheinlicher. 
In Urkunden des 13. Jahrhunderts als „Barriolus“, „Barolius“ und „Baroglius“ erwähnt, hieß es ab Ende des 14. Jahrhunderts Barolus. Um den Überfällen der Sarazenen standzuhalten, wurde es mit dem Bau der Festung in einen befestigten Ort umgewandelt. Während des Mittelalters befand es sich im Umkreis von Alba und gelangte dann unter die Herrschaft der Adelsfamilie Falletti. 
Die jüngste Geschichte ist die Geschichte Italiens mit der Vorbereitung und Schaffung des Einheitsstaates, den Unabhängigkeitskriegen und den beiden tragischen Weltkonflikten, verbunden mit der traurigen Erfahrung des Faschismus. Das wichtigste Denkmal ist das im 19. Jahrhundert wiederaufgebaute Schloss der Markgrafen Falletti, in dem man prächtige Räume bewundern kann, darunter den, in dem Silvio Pellico wohnte, und einige Gemälde von Massimo d’Azeglio. Dort gibt es unter anderem die regionale Vinothek des berühmten lokalen Weins. Interessant sind auch die Pfarrkirche und die alten Keller der Barolo-Marquise mit den seit Mitte des 19. Jahrhunderts genutzten großen Fässern.

## Weinwirtschaft
Der Ort ist in erster Linie durch den nach ihm benannten, weltweit geschätzten Rotwein Barolo bekannt. Innerhalb der Gemeinde ist der Cannubi-Hügel eines der bekanntesten Weinanbaugebiete. Hier werden seit der Römerzeit mit Nebbiolo-Trauben kultiviert. Das WiMu (Weinmuseum), ethnografisches und önologisches Museum für Barolo-Wein, eröffnete im Jahr 2010 im Schloss Falletti. Es umfasst 25 Ausstellungsräume verteilt auf fünf Etagen. Der sogenannte "moderne" Barolo wurde um 1830 geboren, dank der Markgrafen Falletti, dem großen französischen Önologen Louis Oudart und Camillo Benso Conte di Cavour.